# Хассан аль-Гайдос
Хассан аль-Гайдос (араб. حسن الهيدوس; нар. 11 грудня 1990, Доха) — катарський футболіст, нападник клубу «Аль-Садд» і національної збірної Катару. Був капітаном збірної на переможному для катарців Кубку Азії 2019 року.

## Клубна кар'єра
У дорослому футболі дебютував 2007 року виступами за команду клубу «Аль-Садд», кольори якої захищає й донині, провівши за цей час понад 200 ігор національної першості.

## Виступи за збірні
З 2007 року залучався до складу молодіжної збірної Катару. На молодіжному рівні зіграв у 18 офіційних матчах, забив 10 голів.
У 2008 році дебютував в офіційних матчах у складі національної збірної Катару. Наразі провів у формі головної команди країни 58 матчів, забивши 5 голів.
У складі збірної був учасником кубка Азії з футболу 2011 року в Катарі, кубка Азії з футболу 2015 року в Австралії.
Ще за чотири роки у статусі капітана національної команди поїхав на кубка Азії з футболу 2019 року до ОАЕ. Взяв участь в усіх семи матчах катарців на турнірі, усі з яких команда виграла із сукупним рахунком 19:1, уперше в своїй історії ставши чемпіоном Азії. У грі півфіналу проти господарів змагання, еміратців (4:0 на користь Катару), став автором одного з голів своєї команди.
| Дата       | Місто    | Господарі         | Результат | Гості | Турнір                        | Голи | Примітки |
| ---------- | -------- | ----------------- | --------- | ----- | ----------------------------- | ---- | -------- |
| 09-01-2019 | Аль-Айн  | Катар             | 2 – 0     | Ліван | Кубок Азії 2019 - 1-й етап    | -    | кап. 85' |
| 13-01-2019 | Аль-Айн  | Північна Корея    | 0 – 6     | Катар | Кубок Азії 2019 - 1-й етап    | -    | кап.     |
| 17-01-2019 | Абу-Дабі | Саудівська Аравія | 0 – 2     | Катар | Кубок Азії 2019 - 1-й етап    | -    | кап. 73' |
| 22-01-2019 | Абу-Дабі | Катар             | 1 – 0     | Ірак  | Кубок Азії 2019 - 1/8 фіналу  | -    | кап. 90' |
| 25-01-2019 | Абу-Дабі | Південна Корея    | 0 – 1     | Катар | Кубок Азії 2019 - чвертьфінал | -    | кап. 90' |
| 29-01-2019 | Абу-Дабі | Катар             | 4 – 0     | ОАЕ   | Кубок Азії 2019 - півфінал    | 1    | кап.     |
| 01-02-2019 | Абу-Дабі | Японія            | 1 – 3     | Катар | Кубок Азії 2019 - Фінал       | -    | кап. 74' |
| Усього     |          | Матчів            | 7         |       | Голів                         | 1    |          |

## Досягнення

### Клубні
- Чемпіон Катару (7): 2006-07, 2012-13, 2018-19, 2020-21, 2021-22, 2023-24, 2024-25
- Володар Кубка Еміра Катару (7): 2007, 2014, 2015, 2017, 2020, 2021, 2024
- Володар Кубка наслідного принца Катару (6): 2007, 2008, 2017, 2020, 2021, 2025
- Володар Кубка шейха Яссіма (4): 2007, 2014, 2017, 2019
- Володар Кубка зірок Катару (2): 2010, 2019-20
- Переможець Ліги чемпіонів АФК (1): 2011

### Збірні
- Переможець Кубка націй Перської затоки: 2014
- Володар Кубка Азії: 2019, 2024